# Bessan
Bessan este o comună în departamentul Hérault din sudul Franței. În 2009 avea o populație de 4.518 de locuitori.

## Evoluția populației
| An        | 1975  | 1982  | 1990  | 1999  | 2006  | 2009  |
| --------- | ----- | ----- | ----- | ----- | ----- | ----- |
| Populație | 2.911 | 2.997 | 3.356 | 4.025 | 4.343 | 4.518 |